# Bloedplasma
Bloedplasma is het vloeibare gedeelte van het bloed, zonder de bloedcellen en de bloedplaatjes die er normaal in gesuspendeerd zijn. 

## Medisch belang
Bloedplasma is licht- tot grijsgeel van kleur en speelt, naast rode bloedcellen en bloedplaatjes, een belangrijke rol in de bloedtransfusie. Bloedplasma bevat veel opgeloste stoffen: 
- plasma-eiwitten als albumine en fibrinogeen;
- voedingsstoffen, afkomstig uit de spijsvertering, met name glucose, aminozuren, vetzuren die worden vervoerd naar de lichaamscellen in de verschillende weefsels;
- eindproducten van stofwisseling in de cellen;
- hormonen en
- anorganische elektrolyten.

Bloedplasma heeft de eigenschappen van een pH-buffer, deze eigenschap wordt alkalireserve genoemd.

## Bereiding bloedplasma en serum
Plasma wordt bereid door onstolbaar gemaakt bloed te centrifugeren zodat de bloedcellen naar de bodem zakken. De overblijvende bovenstaande vloeistof is het plasma. Dit is ongeveer 4,5% van het lichaamsgewicht van de mens. Bloedplasma lijkt uiterlijk op wei (transparant met een lichte strokleur). Het is hoofdzakelijk samengesteld uit water, opgeloste proteïnen en opgeloste zouten. Het dient als vervoermiddel voor opgeloste glucose, lipiden, hormonen, kooldioxide en (ook nog enigszins) zuurstof.
Serum is de vloeistof die overblijft als men bloed laat stollen en het stolsel centrifugeert. De samenstelling is in grote trekken vergelijkbaar met die van bloedplasma, behalve dat de stollingseiwitten (zoals fibrinogeen) grotendeels verwijderd zijn.

## Samenstelling
5 liter bloed bestaat ongeveer uit 3 liter plasma en 2 liter cellen, afhankelijk van de hematocriet.
Bloedplasma bestaat voor
- 92% uit water. Water fungeert als warmtebuffer, het kan door zijn hoge soortelijke warmte gemakkelijk overtollige warmte opnemen en elders weer afgeven, zonder zelf veel van temperatuur te veranderen. De tweede belangrijke functie van water is die van oplosmiddel.
- 7% uit plasmaproteïnen zoals: albumine, globulines en fibrinogeen. Albuminen zijn langgerekte eiwitmoleculen, die vooral een rol spelen bij het constant houden van de osmotische waarden. Globulinen zijn kleine bolvormige eiwitmoleculen met transportfuncties, of dienen als antistoffen (immunoglobulinen). Fibrinogenen hebben een belangrijke functie bij de bloedstolling.
- 0,9% uit anorganische stoffen zoals kalium, natrium en calcium.
- 0,1% uit andere organische stoffen zoals glucose, vetten, antistoffen, enzymen en hormonen.

## Laboratoriumgebruik van plasma en serum
Plasma voor laboratoriumtests wordt verkregen uit afgenomen bloed. Om klonteren te voorkomen, wordt onmiddellijk een antistollingsmiddel zoals citraat of heparine toegevoegd aan het bloed. Het bloed wordt dan gecentrifugeerd om het plasma van bloedcellen te scheiden van de rest van het bloed. Het plasma kan daarna worden ingevroren en vrijwel onbeperkt in bevroren staat worden bewaard voor verdere analyse.
Voor vele biochemische laboratoriumtests kan zowel plasma als bloedserum worden gebruikt.
Serum heeft bij vele tests de voorkeur boven plasma, aangezien de stollingsfactoren in plasma soms kunnen interfereren met de meting of de resultaten.